# Caterpillar 789
Caterpillar 789 – model wozidła, zwykle używanego w górnictwie odkrywkowym, produkowanego przez Caterpillar Inc. Model 789 ma ładowność 177 ton, a jego silnik może wytworzyć 1770 koni mechanicznych. Podczas gdy niektóre konkurencyjne produkty wykorzystują napęd hybrydowy, Caterpillar 789 ma całkowicie mechaniczny układ napędowy. Pierwsze ciężarówki Caterpillar 789 zostały wprowadzone na rynek w 1986 roku.
Elementy sterujące pojazdu zostały zaprojektowane tak, aby działały podobnie jak w zwykłej ciężarówce. Posiadają one jednak wiele mechanizmów umożliwiających kierowcy spowolnienie lub zatrzymanie pojazdu. Obok tradycyjnego pedału hamulca znajduje się drugi pedał do aktywacji dodatkowego układu hamulcowego. Po prawej stronie kierownicy znajduje się dźwignia zwana "hamulcem opóźniającym", używana do mniej intensywnego hamowania. Wreszcie, układ napędowy pojazdu automatycznie zmienia biegi podczas zjeżdżania ze wzniesień, aby pomóc kierowcy utrzymać prędkość pod kontrolą.
Ponieważ pojazd zapewnia kierowcy ograniczoną widoczność, z wieloma martwymi punktami, jest on wyposażony w wiele czujników zbliżeniowych i kamer telewizji przemysłowej.
Średnie spalanie 789 wynosi 0,3 mili na galon amerykański (7,8 l/km). Ma sześć opon, z których każda ma 12 stóp (3,7 m) średnicy, a ich wymiana kosztuje 50 000 dolarów.
Malcolm Nance, autor książki Defeating ISIS: Kim są, jak walczą, w co wierzą, opisał zamachowców-samobójców z ISIS wjeżdżających ciężarówkami Caterpillar 789 załadowanymi materiałami wybuchowymi w fortyfikacje.